# Textbox (Literatur)

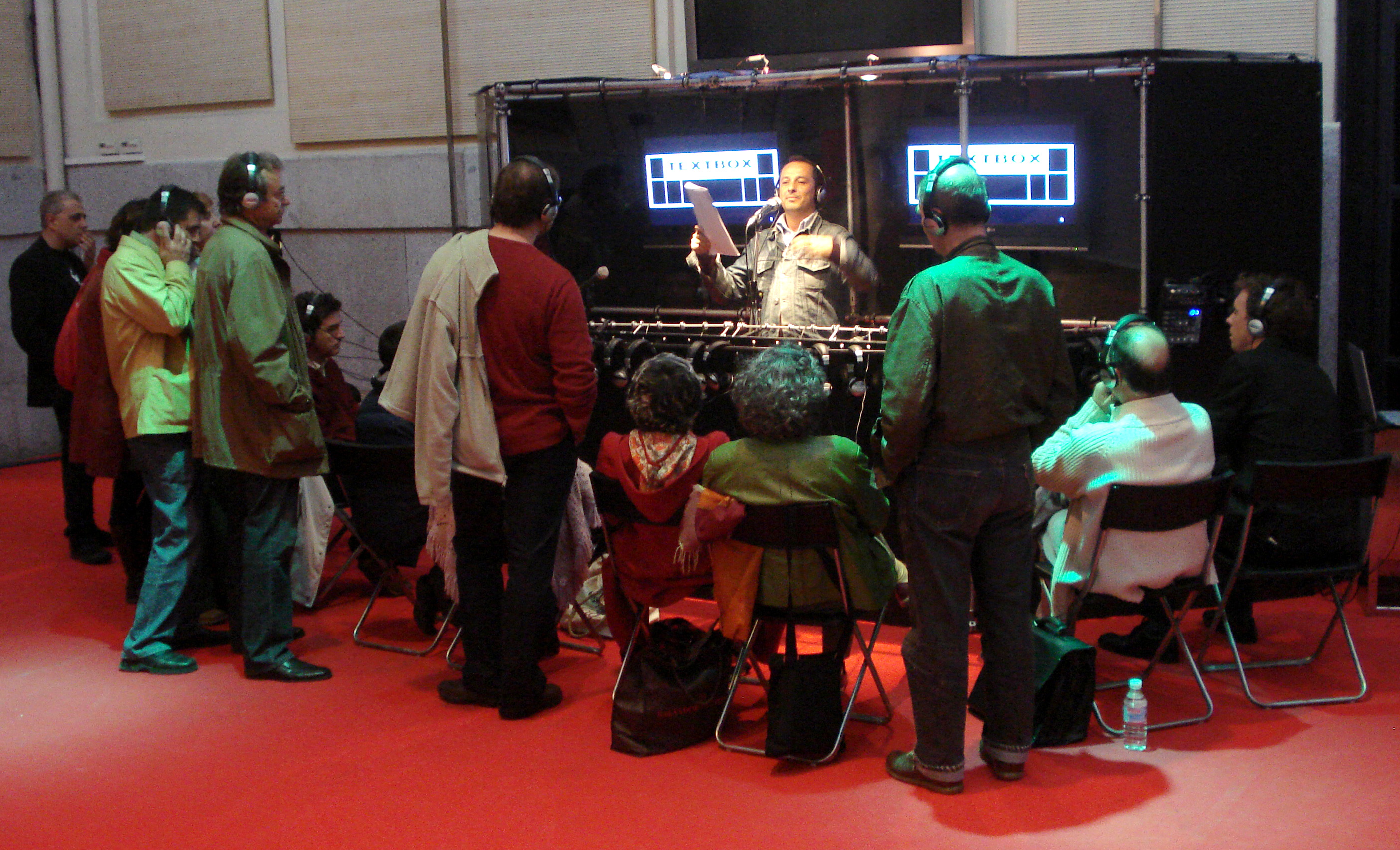
Die Textbox 2008 im Casa Encendida in Madrid

Textbox ist der Name einer kompakten Bühne für live gesprochene Literatur. Optisch erinnert die Textbox an eine gläserne Sprecherkabine. Das Publikum versammelt sich rund um die Textbox und lauscht den vortragenden Poeten und Poetinnen per Kopfhörer. Inhaltlich widmet sich die Textbox dem lyrischen Genre der Slam-Poesie. Autoren wie Nora Gomringer, Jakob Hein, Timo Brunke, Sebastian23, Sebastian Krämer und Frank Klötgen waren seit 2006 in der Textbox zu Gast.
Im Unterschied zu einer Sprecherkabine, dient die Textbox nicht zum Anfertigen von Tonaufnahmen, sondern zur Live-Präsentation der Literatur. Scheinwerfer beleuchten den Sprecher oder die Sprecherin. Im Hintergrund können Übersetzungen der Texte synchron zum Vortrag auf zwei Monitoren eingeblendet werden. Ein weiterer Unterschied zur Sprecherkabine ist, dass die Vorgetragenen Texte ausschließlich per Kopfhörer vom Publikum rezipiert werden können.
Die Textbox wurde seit ihrer Entwicklung durch den Lyriker und Medienkünstler Bas Böttcher 2006 auf den Buchmessen in Abu Dhabi (2008, 2009), Bangkok (2008), Basel (2007, 2009), Frankfurt (2006), Leipzig (2007, 2009), Neu-Delhi (2010), Peking (2007), São Paulo (2008), Taipeh (2008), sowie in der Neuen Nationalgalerie in Berlin und im Centre Pompidou in Paris eingesetzt.